# Pedaria criberrima
Pedaria criberrima är en skalbaggsart som beskrevs av Waterhouse 1890. Pedaria criberrima ingår i släktet Pedaria och familjen bladhorningar. Inga underarter finns listade i Catalogue of Life.